# Dasychira olga
Dasychira olga är en fjärilsart som beskrevs av Charles Oberthür 1880. Dasychira olga ingår i släktet Dasychira och familjen tofsspinnare. Inga underarter finns listade i Catalogue of Life.